# Харалд фон Елверфелт
Харалд фон Елверфелт (на немски: Harald von Elverfeldt) е немски офицер, служил по време на Първата и Втората световна война.

## Биография

#### Ранен живот и Първата световна война (1914 – 1918)
Харалд фон Елверфелт е роден на 6 февруари 1900 г. в Хилдесхайм, Германска империя
Присъединява се към армията по време на Първата световна война и към март 1918 г. е офицерски кадет.

##### Между военен период
След края на войната се присъединява към Райхсвера, където служи в пехотни подразделения и като щабен офицер.

#### Втора световна война (1939 – 1945)
В началото на Втората световна война, вече със звание майор, заема поста началник операции към щаба на 3-та лека дивизия. След реформирането ѝ в 8-а танкова дивизия заема същия пост. Следващото му назначение е като началник-щаб на 15-и танков корпус. На 30 януари 1943 г. заема същия пост в 9-а армия, а от 1 ноември 1943 г. в 17-а армия. На 21 септември 1944 г. е назначен за командир на 9-а танкова дивизия. Убит е на 6 март 1945 г. по време на бойни действия. Посмъртно е издигнат в звание генерал-лейтенант и получава Рицарски кръст с дъбови листа.

## Военна декорация
| - Германски орден „Железен кръст“ (1914) – II (1914) и I степен (8 октомври 1914) - Германска „Значка за раняване“ (1914) – черна (1914) - Германски орден „Кръст на честта“ (?) - Германски орден „Железен кръст“ (1939, повторно) – II (20 септември 1939) и I степен (8 октомври 1939) - Германска „Значка за раняване“ (1939, повторно) – сребърна (1939) - Германски медал „За зимна кампания на изтока 1941/42 г.“ (5 август 1942) | - Орден „Германски кръст“ (16 март 1942) – златен (20 март 1942) - Рицарски кръст с дъбови листа - Носител на Рицарски кръст (9 декември 1944) - Носител на Дъбови листа № 801 (23 март 1945) - Упоменат в ежедневния доклад на Вермахтберихт (26 ноември 1944) |